# Museo archeologico nazionale di Tarquinia
Il Museo archeologico nazionale di Tarquinia (o anche tarquiniense) è un ente museale specializzato del Lazio settentrionale, dedicato principalmente all'arte e alla civiltà etrusca. È ospitato all'interno del Palazzo Vitelleschi, in Piazza Cavour, nel centro storico della città medievale.
Dal dicembre 2014 il Ministero per i beni e le attività culturali lo gestisce tramite il Polo museale del Lazio, nel dicembre 2019 divenuto Direzione regionale Musei.

## Collezioni
Le collezioni comprendono, oltre a ben documentati reperti romani ed etruschi, ricostruzioni di tombe, ripristino degli affreschi originali di tombe trasferiti dalla necropoli dei Monterozzi, compresi quelli provenienti dalla tomba della Nave, dalla tomba del triclinio, dalla tomba della biga, dalla tomba dei Leopardi, dalla tomba delle Olimpiadi; personaggi famosi come quelli illustrati dal tema del Sarcofago dell'Obeso. È uno dei musei più importanti dedicati al mondo etrusco.